# Droga ekspresowa S2 (Polska)

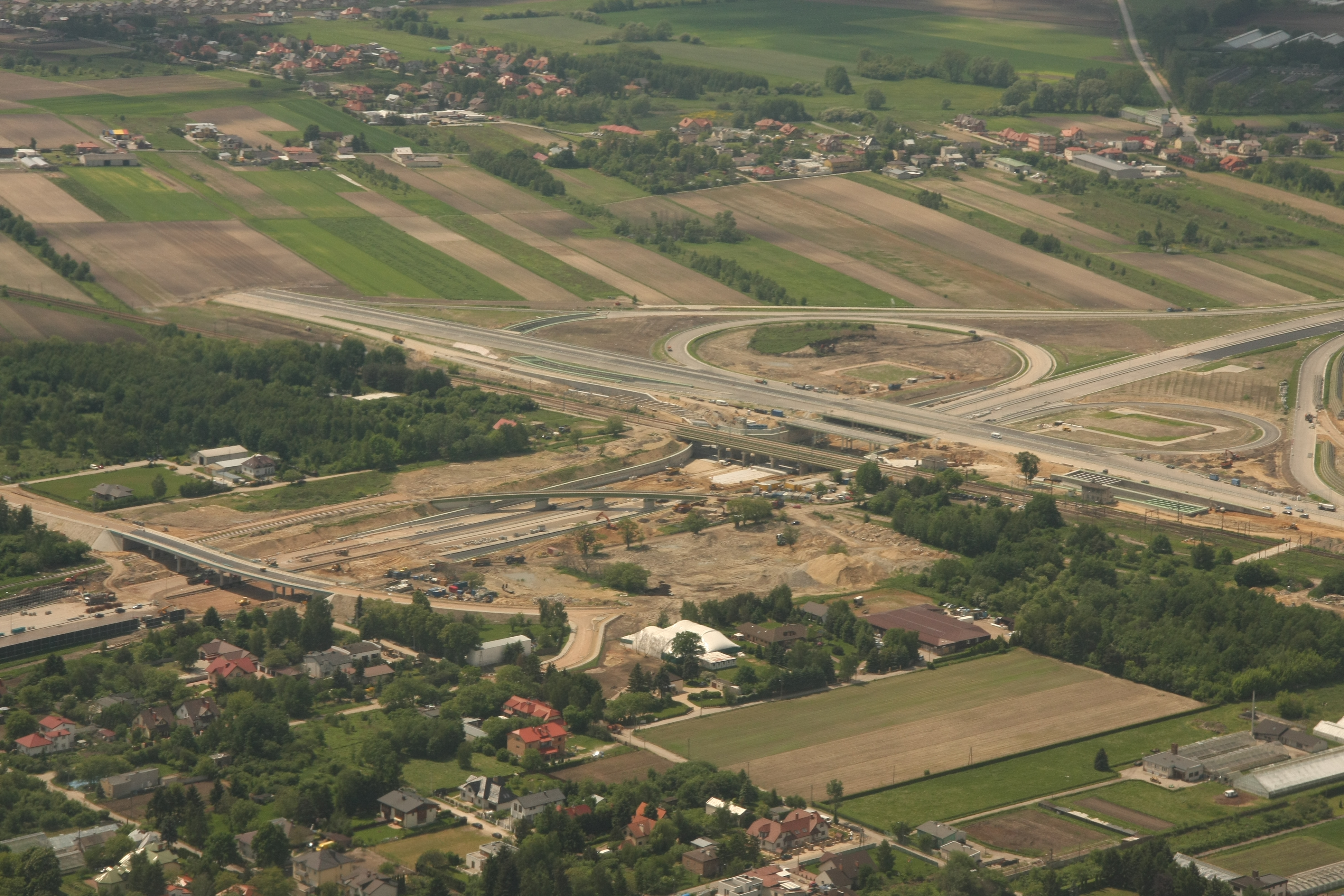
Budowa węzła Warszawa Lotnisko (2013)

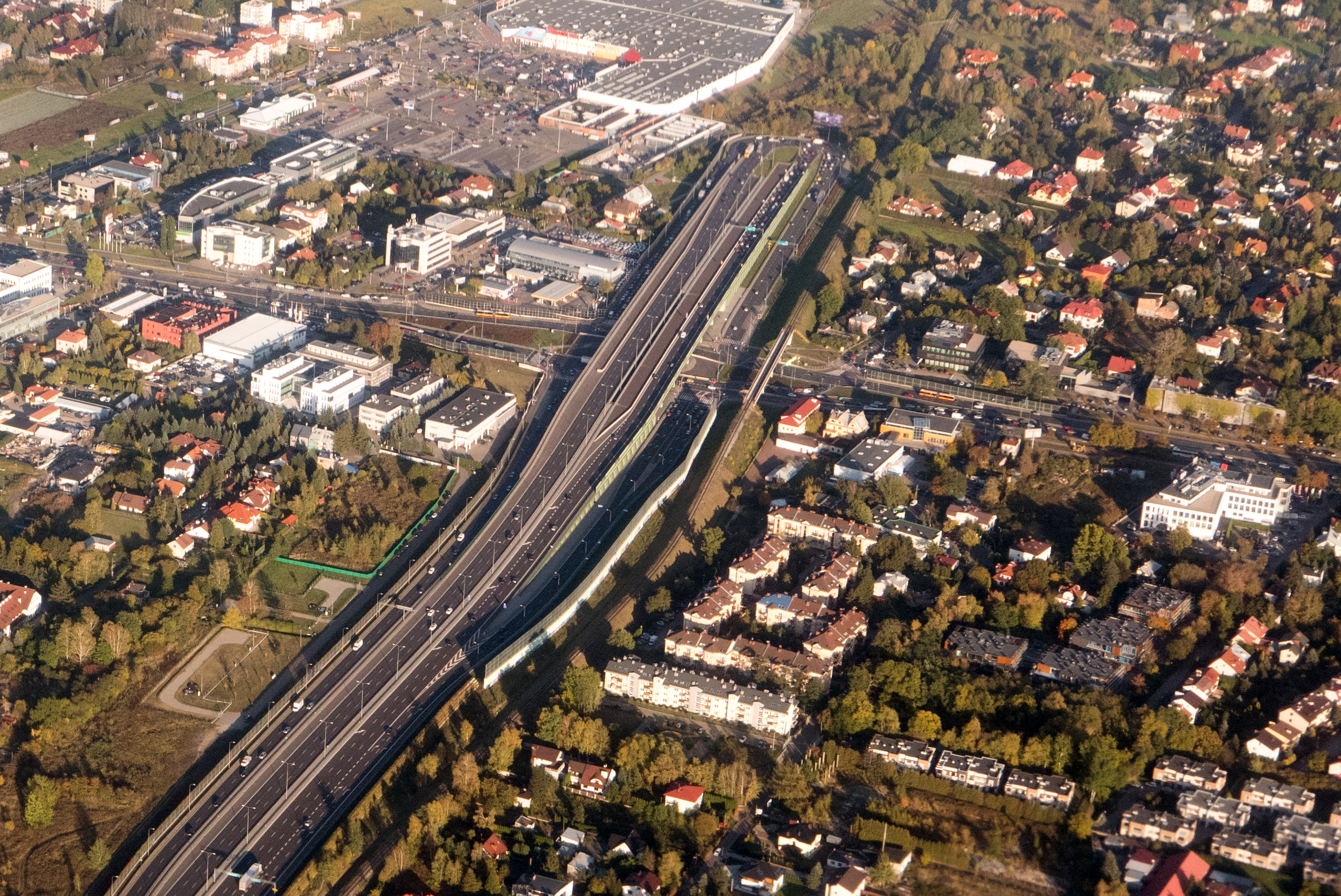
Węzeł Puławska (2016)

Droga ekspresowa S2 – droga ekspresowa w Polsce łącząca węzły autostrady A2: Konotopa w Konotopie (na zachód od Warszawy) i Lubelska w Majdanie (na wschód od Warszawy); znana również pod nazwą Południowa Obwodnica Warszawy (POW).
Droga planowana od lat 70. XX wieku, początkowo jako część autostrady A2, po protestach mieszkańców Ursynowa plany zostały zmienione (zmiana klasy drogi, ale nie jej przebiegu). Oficjalnie arterię włączono do planowanej sieci autostrad i dróg ekspresowych jako drogę S2 na mocy rozporządzenia Rady Ministrów z dnia 13 lutego 2007 roku.
Droga przebiega przez Most Anny Jagiellonki w Warszawie. 

## Istniejące odcinki
| Odcinek             | Fragmenty                         | Długość | Otwarcie         | Uwagi |
| ------------------- | --------------------------------- | ------- | ---------------- | --- |
| Konotopa – Puławska | Konotopa – al. Krakowska          | 6 km    | 31 lipca 2013    | Od 1 grudnia 2013 fragment jest objęty systemem viaTOLL                                                               |
| Konotopa – Puławska | al. Krakowska – Warszawa Lotnisko | 7 km    | 6 września 2013  | Wraz z tym fragmentem oddano do ruchu 3 km drogi ekspresowej S79 (odc. W-wa Lotnisko – MPL Okęcie)                    |
| Konotopa – Puławska | Warszawa Lotnisko – Puławska      | 2,5 km  | 18 września 2013 | |
| Puławska – Lubelska | Warszawa Wilanów – Lubelska       | 15 km   | 22 grudnia 2020  | Ograniczenia dla pojazdów ciężarowych zniesione do 30.09.2022; ograniczenie prędkości do 100km/h                      |
| Puławska – Lubelska | Puławska – Warszawa Wilanów       | 4,6 km  | 20 grudnia 2021  | Ograniczenia dla pojazdów ciężarowych zniesione do 30.09.2022; ograniczenie prędkości do 100km/h (w tunelu do 80km/h) |

## Węzły z drogami klasy A i S
| Nazwa             | Drogi     | Miejscowość | Schemat | Typ                           | Wiadukty | Otwarto |
| ----------------- | --------- | ----------- | ------- | ----------------------------- | -------- | --- |
| Konotopa          | A2 S7 S8  | Konotopa    |         | trójkąt                       | 4        | 2012 |
| Opacz             | S7 S8     | Opacz Mała  |         | mieszany                      |          | 2012 |
| Warszawa Lotnisko | S7E77 S79 | Warszawa    |         | mieszany (koniczynka-turbina) |          | 2013 |
| Lubelska          | A2 S17    | Majdan      |         | mieszany (koniczynka-turbina) |          | - 14 sierpnia 2020 – łącznice: • Mińsk Mazowiecki → Lublin, • Lublin → Mińsk Mazowiecki - 22 grudnia 2020 – łącznice: • Warszawa Wilanów → Lublin, • Lublin → Warszawa Wilanów - czerwiec 2021 – pozostałe relacje węzła |

## Historia

### OdcinekKonotopa–Warszawa Lotnisko
28 marca 2009 Generalna Dyrekcja Dróg Krajowych i Autostrad ogłosiła przetarg na budowę drogi ekspresowej S2 na odcinku Konotopa–Warszawa Lotnisko, bez węzła. Planowana długość odcinka wyniosła 10,4 km. Na zrealizowanie inwestycji zaplanowano 32 miesiące od dnia podpisania umowy. Przetarg ten został unieważniony.
9 lutego 2010 ogłoszono wyniki ponownego przetargu na odcinek łączący węzeł Konotopa (końcowy fragment zachodniej części autostrady A2) z węzłem Warszawa Lotnisko. Zwycięzcą przetargu zostało konsorcjum firm Bilfinger Berger, Mosty Łódź i Intercor z ofertą o wartości 908.050.715,86 zł. Rozpoczęcie budowy zaplanowano na czerwiec 2010 roku. Prace miały skończyć się trzy miesiące po Euro 2012, jednakże w warunkach przetargu zapisano wymóg przejezdności drogi już w trakcie imprezy.
31 lipca 2013 otwarte zostały jezdnie główne odcinka pomiędzy węzłem Konotopa a węzłem Al. Krakowska, jeszcze bez możliwości wjazdu i zjazdu w węzłach Al. Jerozolimskie (DW719) i Opacz (S8). Otwarcie tego odcinka drogi pozwoliło na znaczne odciążenie Obwodnicy Etapowej Warszawy, a w szczególności zatłoczonych odcinków Al. Prymasa Tysiąclecia – Al. Jerozolimskie – ul. Łopuszańska – Al. Krakowska, pomimo wydłużenia trasy nr 8 Wrocław – Białystok o ok. 4 km.
6 września 2013 otwarty został odcinek od węzła al. Krakowska do węzła Warszawa Lotnisko. Otwarto także fragment drogi S79 łączący węzeł Warszawa Lotnisko z Lotniskiem Chopina i z ul. Marynarską.
9 września 2013 r. w węźle Al. Jerozolimskie otwarto łącznicę umożliwiającą wjazd z DW719 od strony Pruszkowa w kierunku węzła Warszawa Al. Krakowska. 24 grudnia tego roku otwarto zjazd w kierunku przeciwnym. Równocześnie otwarto węzeł Opacz (S8) oraz węzeł Salomea w ciągu drogi ekspresowej S8 i drogi wojewódzkiej 719, co umożliwiło pełne skomunikowanie Alej Jerozolimskich (S8 i DW719) z Południową Obwodnicą Warszawy. Chociaż budowa węzła Opacz została skończona, do czasu otwarcia odcinka Trasy Salomea-Wolica łączącego węzły Opacz i Warszawa Janki w dniu 17 lipca 2015 roku czynne były jedynie wjazdy i zjazdy od/do węzłów Salomea i Łopuszańska.

### OdcinekWarszawa Lotnisko–Puławska
10 sierpnia 2009 r. GDDKiA podpisała z konsorcjum Teerag-Asdag Polska Sp. z o.o./Intop Tarnobrzeg Sp. z o.o. umowę na budowę drogi ekspresowej S2 na odcinku od węzła Warszawa Lotnisko do węzła Puławska (3,9 km liczone z drogami węzła Warszawa Lotnisko) oraz łącznika do węzła Marynarska, czyli drogi ekspresowej S79 (4,3 km). Prace budowlane rozpoczęto 16 września 2009. Odcinek ten został otwarty dla ruchu 18 września 2013 roku. Koszt budowy tego fragmentu trasy S2 wraz z trasą S79 został zaplanowany na 1,123 mld zł.

### OdcinekWarszawa Wilanów–Lubelska
15 kilometrów drogi ekspresowej S2 pomiędzy węzłami Warszawa Wilanów a Lubelska, z nowym mostem na Wiśle – Most Anny Jagiellonki, węzeł Lubelska stanowiący połączenie autostrady A2 oraz dróg ekspresowych S2 i S17. Oddane odcinki ułatwią przemieszczanie się pomiędzy Wilanowem i Wawrem, a także połączenie stolicy z Siedlcami i Lublinem. Odcinek ten został otwarty dla ruchu 22 grudnia 2020 roku. Obowiązuje na nim ograniczenie prędkości do 100 km/h.

### OdcinekPuławska–Warszawa Wilanów

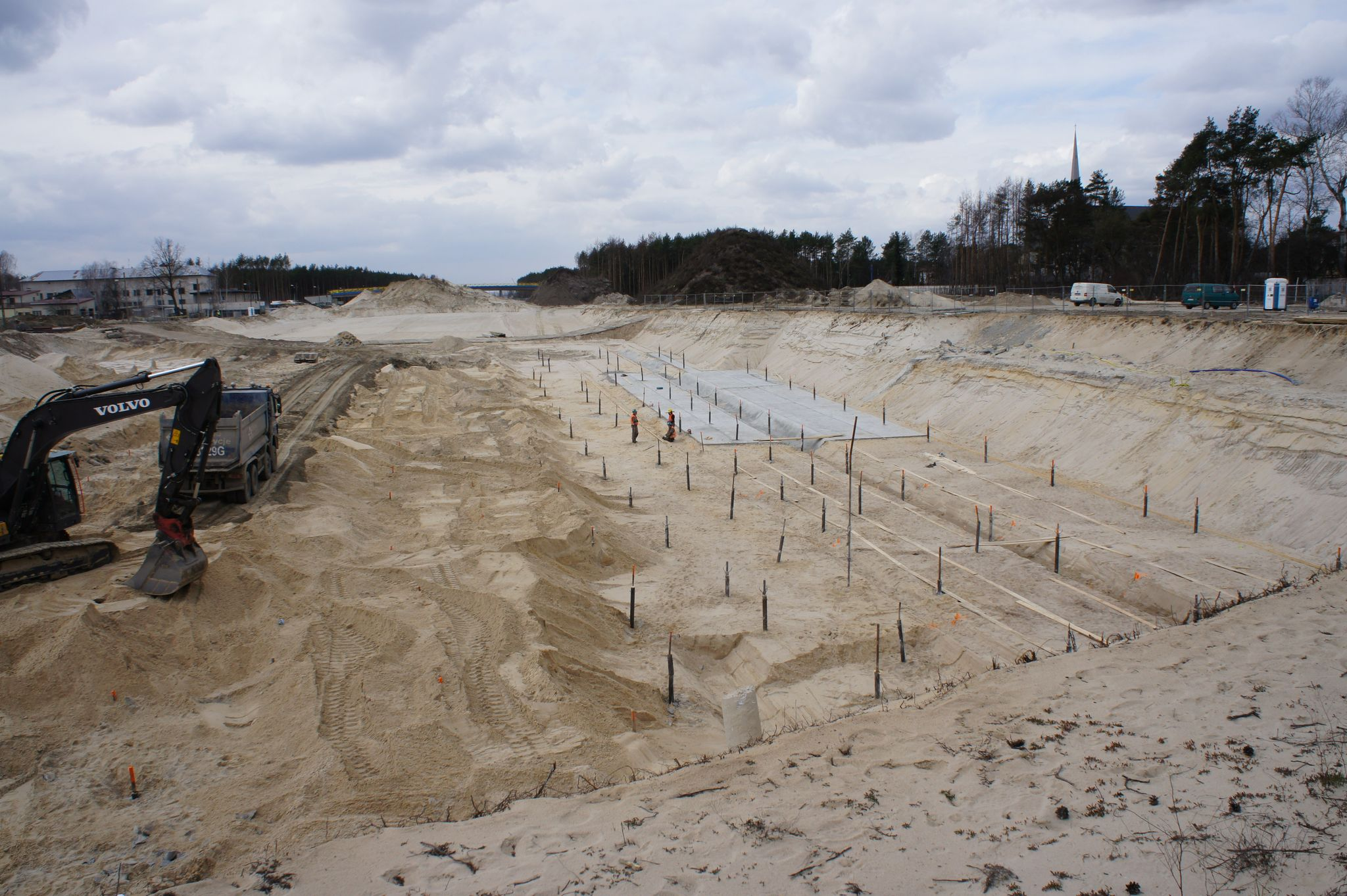
Budowa nowej drogi w pobliżu ul. Patriotów (marzec 2019)

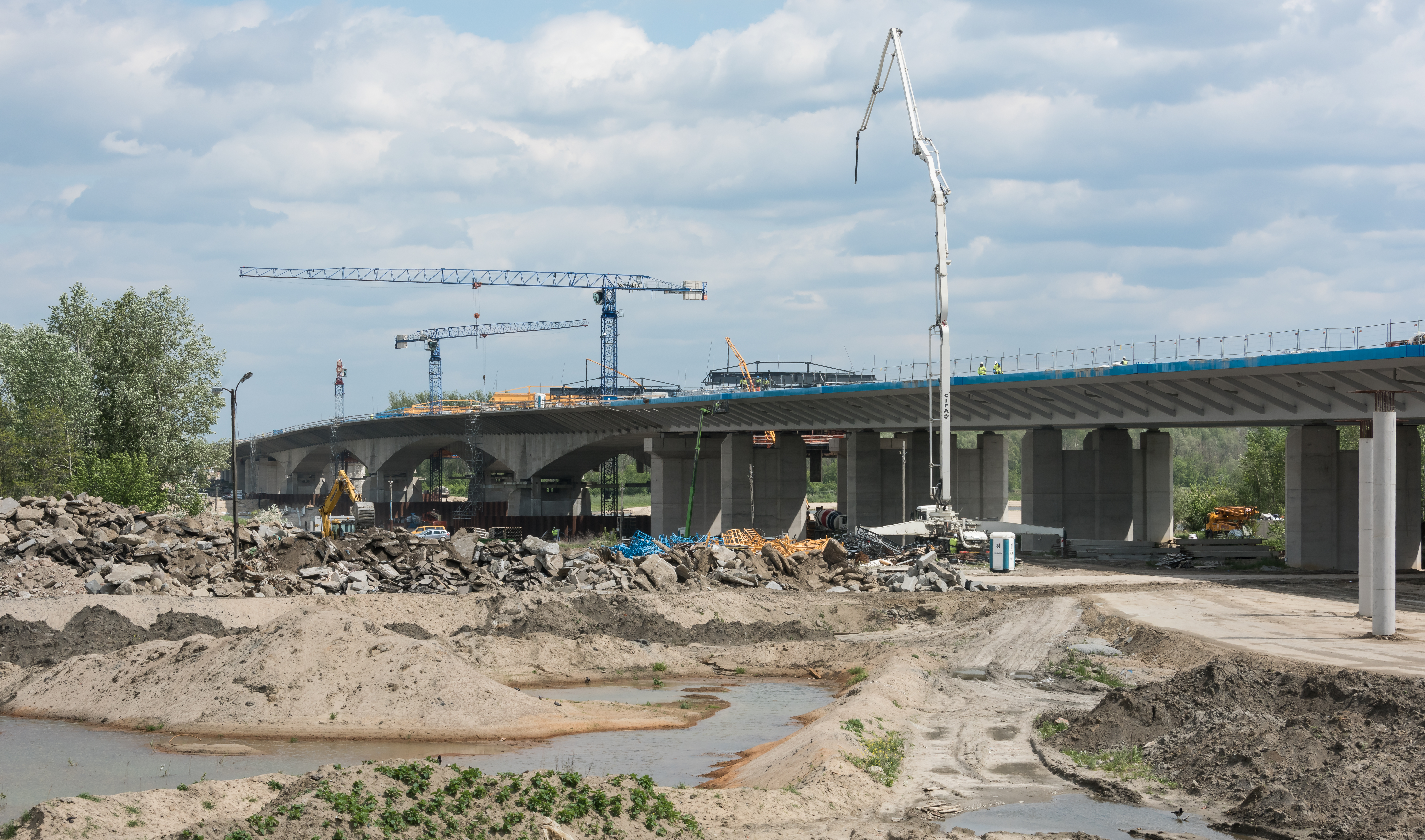
Budowa estakady mostu Południowego (maj 2020)

Ostatni odcinek obwodnicy przebiega tunelem pod Ursynowem, a następnie przez Wilanów, gdzie łączy się z istniejącym fragmentem trasy S2 do węzła Lubelska z drogą ekspresową S17.
29 kwietnia 2011 roku została wydana decyzja środowiskowa dla tego odcinka. W lipcu 2013 roku rozpoczęto odwierty, będące częścią prac geologicznych przed rozpoczęciem budowy. We wrześniu zapowiedziano ogłoszenie przetargu na budowę trasy na grudzień 2013, a rozpoczęcie budowy w połowie 2015. W styczniu 2015 roku GDDKiA podała informację o złożonych ofertach kolejno na budowę odcinków B (6,45 km od w. Przyczółkowa do w. Wał Miedzeszyński wraz z mostem przez Wisłę), C (7,45 km od w. Wał Miedzeszyński do w. Lubelska z budową estakad nad Mazowieckim Parkiem Krajobrazowym) i A (ok. 4,6 km z tunelem pod Ursynowem).
11 grudnia 2015 roku podpisano umowy na projekt i budowę oraz na nadzór nad inwestycją, polegającą na budowie ostatniego odcinka Południowej Obwodnicy Warszawy pomiędzy węzłami Puławska i Lubelska. Na czas realizacji zadania wykonawcy mieli 41 miesięcy (bez okresów zimowych), co oznaczało, że umowny termin zakończenia inwestycji przypadał na sierpień 2020 roku. Termin ten został przesunięty na czerwiec 2021, a następnie na wrzesień 2021. Ostatecznie tunel został oddany do użytku 20 grudnia 2021.
Zezwolenia na realizację inwestycji drogowej dla odcinka wydano w 2017 roku. Zezwolenie dla odcinka od w. Puławska (bez węzła) do w. Przyczółkowa (bez węzła) wydano 28 grudnia, od w. Przyczółkowa (z węzłem) do mostu Południowego – 3 października, most Południowy – 25 maja, od mostu Południowego do w. Wał Miedzeszyński (z węzłem) – 17 lipca, zaś od w. Wał Miedzeszyński (bez węzła) do w. Lubelska (bez węzła) – 26 września.
Wzdłuż całej inwestycji według GDDKiA (zdanie wyrażone w 2016) miała powstać również droga dla rowerów.

## Ograniczenia dla ruchu ciężkiego
Obwodnica objęta jest ograniczeniami dla ruchu ciężkiego:
- między węzłami Puławska i Warszawa Lotnisko obowiązuje całodobowo zakaz wjazdu dla pojazdów ciężarowych o masie powyżej 16 ton[30]
- na odcinku od węzła Aleja Krakowska (część węzła zespolonego Opacz) do węzła Warszawa Lotnisko obowiązuje zakaz wjazdu dla pojazdów ciężarowych o masie powyżej 16 ton, z wyłączeniem posiadaczy identyfikatora C-16 wydawanego przez prezydenta Warszawy oraz dojazdu do Terminala Cargo portu lotniczego na Okęciu (dostępnego przez trasę S79)[30][31]
- na odcinku Warszawa Wilanów – Puławska obowiązuje zakaz wjazdu dla pojazdów ciężarowych o masie powyżej 16 ton w godzinach szczytu komunikacyjnego – od 7:00 do 10:00 oraz od 16:00 do 20:00[9]. Zakaz nie obejmuje pojazdów dla których wydano identyfikator C-16[9].

W dniu 1 sierpnia 2022 roku Generalna Dyrekcja Dróg Krajowych i Autostrad tymczasowo zniosła godzinowe ograniczenie tonażowe między węzłami Opacz i Lubelska, początkowo w okresie do 30 września 2022 r. Został on wydłużony do końca 2022 roku. Wciąż jednak obowiązuje zakaz wjazdu do tunelu pod Ursynowem dla pojazdów przewożących materiały niebezpieczne.

## Inwestycje w latach 2007–2013
| Odcinek                                                      | Lata realizacji            | Koszt (w mln zł) |
| ------------------------------------------------------------ | -------------------------- | ---------------- |
| Oś priorytetowa VI Transeuropejskie sieci transportowe TEN-T |                            |                  |
| węzeł Konotopa – węzeł Puławska                              | 2009–2013                  | 2 163,24         |
| węzeł Puławska – węzeł Majdan                                | IV kw. 2015 – III kw. 2018 | 2 993,66         |

Źródła: Indykatywny wykaz kluczowych i dużych projektów dla Programu Operacyjnego Infrastruktura i Środowisko
Program budowy dróg krajowych na lata 2008–2012